# Rapetosaurus
Rapetosaurus é um gênero de dinossauro saurópode titanossauriano que viveu em Madagascar de 70 a 66 milhões de anos atrás, no estágio Maastrichtiano do final do período Cretáceo. Apenas uma espécie, Rapetosaurus krausei, foi identificada.
Como outros saurópodes, o Rapetosaurus era um herbívoro quadrúpede; calcula-se que atingiu comprimentos de 15 metros.

## Descrição

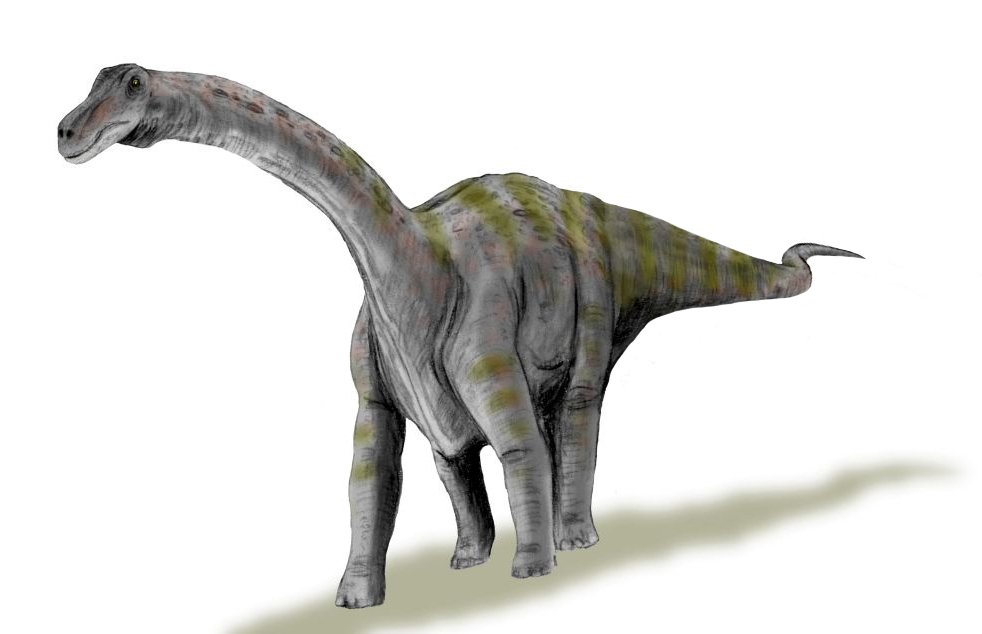
Restauração de um Rapetosaurus

O Rapetosaurus era um saurópode bastante típico, com cauda curta e delgada, pescoço muito longo e corpo enorme, semelhante ao de um elefante. Sua cabeça lembra a cabeça de um diplodocídeo, com focinho longo e estreito e narinas no topo do crânio. Era um herbívoro e seus pequenos dentes em forma de lápis eram bons para arrancar as folhas das árvores, mas não para mastigar.
Tinha um tamanho bastante modesto para um titanossauriano. O espécime juvenil media 8 metros da cabeça à cauda e "provavelmente pesava tanto quanto um elefante". Um adulto teria cerca de duas vezes mais comprimento (15 metros de comprimento), o que ainda é menos da metade do comprimento de seus parentes gigantescos, como o Argentinosaurus e o Paralititan. Em 2020, Molina-Perez e Larramendi estimaram o tamanho do provável espécime adulto (MAD 93-18), que é conhecido a partir de um fêmur, em 16,5 metros e 10,3 toneladas..

## Paleobiologia
Um raro espécime de um Rapetosaurus juvenil foi descoberto em uma coleção de museu por Kristina Curry Rogers e colegas. O espécime foi estimado em cerca de 40 kg e provavelmente tinha entre 39 e 77 dias de idade no momento de sua morte. No momento de sua eclosão, o Rapetosaurus juvenil foi estimado em 3,4 kg de peso. Com base na remodelação óssea, também se acreditava que o saurópode juvenil era capaz de sobreviver com pouco ou nenhum cuidado parental. A análise dos ossos revelou ainda que o jovem Rapetosaurus provavelmente morreu de fome devido às duras secas do Cretáceo em Madagascar.